# Strenice
Strenice (en allemand : Strenitz) est une commune du district de Mladá Boleslav, dans la région de Bohême-Centrale, en République tchèque. Sa population s'élevait à 186 habitants en 2020.

## Géographie
Strenice se trouve à 6 km à l'ouest-sud-ouest de Mladá Boleslav et à 44 km au nord-est de Prague.
La commune est limitée par Pětikozly et Rokytovec au nord, par Krnsko à l'est, par Jizerní Vtelno et Bezno au sud, et par Sovínky et Niměřice à l'ouest.

## Histoire
La première mention écrite de la localité date de 1352.

## Transports
Par la route, Strenice se trouve à 15 km de Mladá Boleslav et à 57 km du centre de Prague.